# Inktomi (cratère)
Cet article concerne le cratère de Rhéa, le satellite de Saturne. Pour l'esprit de la cosmogonie lakota, voir Iktomi.
Inktomi est un important cratère d'impact à structure rayonnée de 47,2 km de diamètre situé dans l'hémisphère sud de la lune Rhéa à 14,1° S, 112,1° O. Le cratère est nommé d'après Iktomi de la culture lakota. Inktomi est une caractéristique récente de  la surface de Rhéa, avec un âge estimé compris entre 8 et 280 millions d'années.
La structure rayonnée indique que le cratère est issu d'un impact oblique provenant de l'ouest. L'impact a éjecté de la glace d'eau pure souterraine créant une région contrastant avec les régions alentour,.